# Maxfischeria tricolor
Maxfischeria tricolor är en stekelart som beskrevs av Papp 1994. Maxfischeria tricolor ingår i släktet Maxfischeria och familjen bracksteklar. Inga underarter finns listade i Catalogue of Life.